# Omalophora
Omalophora is een geslacht van halfvleugeligen uit de familie Aphrophoridae. De wetenschappelijke naam van dit geslacht is voor het eerst geldig gepubliceerd in 1942 door Matsumura.

## Soorten
Het geslacht Omalophora omvat de volgende soorten:
- Omalophora costalis (Matsumura, 1903)
- Omalophora kariyai Matsumura, 1942
- Omalophora moriokana Matsumura, 1942
- Omalophora mukdensis Matsumura, 1942
- Omalophora obliquella Matsumura, 1942
- Omalophora oiwakeanus Matsumura, 1942
- Omalophora paucipuncta Matsumura, 1942
- Omalophora pectoralis (Matsumura, 1903)